# Claiborne County (Mississippi)
 For alternative betydninger, se Claiborne County. (Se også artikler, som begynder med Claiborne County)
Claiborne County er et county i den amerikanske delstat Mississippi. Det samlede areal er 1 299 km², hvoraf 1 261 km² er land.
Administrativt centrum er Port Gibson.